# Liste der Sat.1-Gold-Sendungen

Logo von Sat.1 Gold

Die Liste der Sat.1-Gold-Sendungen enthält eine vollständige Aufzählung aller Sendungen und Serien, die bei Sat.1 Gold ausgestrahlt werden bzw. wurden. (Stand: November 2014)
Das Programm von Sat.1 Gold ist zum Großteil von Wiederholungen geprägt. Dennoch sendet und sendete das Programm auch Sendungen in Free-TV-Erstausstrahlung. Auch auf einem anderen Programm begonnene Sendungen werden hier erstausgestrahlt.

## Aktuelle ausgestrahlte Eigenproduktionen

### Vom SendernetzwerkProSiebenSat.1 Media

#### Doku
- Lebensretter hautnah – Wenn jede Sekunde zählt (Oktober – November 2020, Jan – März, 2021 September – Dezember 2021, seit September 2022)

#### Doku-Soap
- Die Ruhrpottwache (seit Juli 2022)
- Praxis Dr. Dreesen – Ein Hof für Tiere (Mai – Juni 2018, August 2018, Mai – Juni 2019, Dezember 2019, Januar – Februar 2020, Juli 2020, Januar – Februar 2021, Januar – Februar 2022, August – September 2022)

#### Pseudo-Doku
- Lenßen & Partner, Ermittlerserie (seit Januar 2013)
- K11 – Kommissare im Einsatz, Ermittlerserie (seit November 2013)
- Niedrig und Kuhnt – Kommissare ermitteln, Ermittlerserie (seit Januar 2014)
- Richter Alexander Hold, Gerichtsshow mit Alexander Hold (seit Januar 2014)
- Richterin Barbara Salesch, Gerichtsshow mit Barbara Salesch (Januar 2013 – März 2015, seit November 2016)

### VonSat.1 Gold

#### Show
- Haustier sucht Herz (Haustiervermittlungsshow, unregelmäßig; September – Oktober 2017, Mai – Juni 2018 und September – November 2018, Juni – August 2019, Mai 2020, August  – September 2020 und Dezember 2020, Juni – Juli 2021, August  – September 2022)
- Promi sucht Hundeglück (Hundevermittlungsshow für Promis, 2 Staffeln, August – September 2021; August – September 2022)
- Unsere Tierheime des Monats (Tiervermittlungsshow, seit Oktober 2021)

#### Doku
- Joe Bausch: Im Kopf des Verbrechers (März – Mai 2016, Oktober 2016 – Februar 2017, September – Oktober 2017, Juli – September 2018, Juli – September 2019, Juli – September 2020, August – September 2021, seit August 2022)
- Wenn Menschen verschwinden (November – Dezember 2021, seit September 2022)

## Aktuelle ausgestrahlte Fremdproduktionen

### Serie
- Blue Bloods – Crime Scene New York (seit März 2021)
- Cold Case – Kein Opfer ist je vergessen (Mai 2014 – März 2015, seit Januar 2022)
- Columbo (seit Dezember 2018)
- Criminal Minds (seit Mai 2019)
- Das Böse im Blick – Augenzeuge Kamera (seit  2016)
- Der entscheidende Fehler – One Deadly Mistake (seit September 2022)
- Diagnose: Mord (seit September 2014)
- Ein Engel auf Erden (April  – Dezember 2014, Februar 2017 – Mai 2022, seit September 2022)
- Dr. Quinn - Ärztin aus Leidenschaft (April 2016 – Dezember 2018 und Januar 2019 – Oktober 2021, seit Mai 2022)
- Grantchester (Oktober – Dezember 2019, Oktober – November 2020, Juni – Dezember 2021, seit Mai 2022)
- Hart aber herzlich (Juli 2015, März 2017, seit September 2021)
- Navy CIS: New Orleans (seit Januar 2021)
- Quincy (seit September 2015)
- Rosewood (seit April 2022)
- Unsere kleine Farm (April 2014–Oktober 2015, seit Mai 2019)
- Vera – Ein ganz spezieller Fall  (März – August 2019, Januar – April 2020, Juni 2021 – April 2022)

### Doku
- Dr. G – Beruf: Gerichtsmedizinerin (Mai – August 2015 und November 2015 – Juli 2018, seit September 2018)
- Evil Twins (Oktober 2020, Mai – Juli 2021, Januar – April 2022, seit Juli 2022)

## Ehemalige ausgestrahlte Eigenproduktionen

### Vom Sendernetzwerk ProSiebenSat1Media

#### Serie
- Allein unter Bauern (September – Dezember 2013 und Juli – September 2014)
- Alles außer Mord (Oktober 2013 – Januar 2014)
- Alles außer Sex (Januar – Juni 2013 und Juli – November 2014)
- Auf Herz und Nieren (Mai – Juni 2013)
- Blond: Eva Blond! (August 2013)
- Broti & Pacek – Irgendwas ist immer (Juni – August 2013)
- Danni Lowinski (Oktober 2013 – April 2014, Oktober 2014 – April 2015, August – Dezember 2017, Mai 2018, Oktober 2018 – April 2019, Januar Juli 2020 und April – September 2022 )
- Deadline – Jede Sekunde zählt (Januar – April 2013 und August – November 2014)
- Der Bulle von Tölz (April 2015 bis Februar 2021)
- Der letzte Bulle (Oktober 2013 – April 2014, Oktober 2014 – April 2015)
- Die Kumpel (Februar – April 2014)
- Die Straßen von Berlin (Februar – April 2014)
- Edel & Starck (Januar 2013 – Februar 2014, Dezember 2014 – Mai 2015 und Oktober 2018 – Januar 2019)
- Ein Bayer auf Rügen (August – Oktober 2013)
- Es kommt noch dicker (Februar – März 2014)
- Fieber – Ärzte für das Leben (April – Oktober 2014)
- Für alle Fälle Stefanie (Januar – August 2013)
- Inspektor Rolle (September – Oktober 2013)
- Klinikum Berlin Mitte (April – August 2013)
- Körner und Köter (Mai 2013)
- Kommissar Rex (April 2016 – November 2019, Dezember 2019, Oktober 2020, Dezember 2020  Februar 2021, Mai 2021, August – November 2021, Dezember 2021 und Juni 2022)
- Mama und ich (Mai 2013)
- Maja (Februar 2014)
- Mit Herz und Handschellen (Januar – April 2013, Mai – Juni 2014 und Oktober 2014 – November 2014)
- Park Hotel Stern (Januar – März 2013)
- Plötzlich Papa – Einspruch abgelehnt! (Juni – September 2013 und Juli – Oktober 2014)
- R.I.S. - Die Sprache der Toten (April – September 2013 und ab Dezember 2014 bis Oktober 2017)
- Schmidt & Schmitt – Wir ermitteln in jedem Fall (Oktober – November 2014)
- SK Kölsch (seit Mai 2015–Oktober 2015, Februar 2016–Juni 2016)
- Sommer und Bolten: Gute Ärzte, keine Engel (November 2014 – Dezember 2014)
- Stadt, Land, Mord! (Juni – Juli 2013 und Juni – Juli 2014)
- Stockinger (Januar – Mai 2013)
- Typisch Sophie (Februar – Juli 2014)
- Unser Mann (Februar 2014)
- Unter den Linden – Das Haus Gravenhorst (Mai – August 2013)
- Verrückt nach Clara (Dezember 2013 – Februar 2014)
- Victor – Der Schutzengel (September – Dezember 2013)
- Wolffs Revier (Januar – August 2013)

#### Miniserie
- Liebe darf alles (Januar 2013 und April 2014)
- Zodiak – Der Horoskop-Mörder (August 2014)

#### Telenovela
- Anna und die Liebe (September 2013 – Januar 2014)
- Verliebt in Berlin (August 2013 – April 2014, April 2017  – Februar 2019)

#### Show
- 32Eins!, Rankingshow (Mai – Juni 2013)
- Clever! – Die Show, die Wissen schafft, Wissenshow (Januar – Mai 2013)
- Das Beste aus der Goldenen Schlagerparade, Best-Of-Sendung von Die goldene Schlagerparade (Oktober – Dezember 2013)
- Das große Backen, Backshow (Dezember 2013 und November – Dezember 2014)
- Die Hit-Giganten, Rankingshow (September – Oktober und Dezember 2013)
- Die Insider – Im Mikro-Shuttle durch den Körper, Wissenshow (Mai – Juni und September 2013; eigentlich für Sat.1 produziert, doch nie dort ausgestrahlt)
- Die perfekte Minute, Spielshow (Januar – April 2013)
- Die Supergärtner, Spielshow (April – Juli 2014)
- Geh aufs Ganze, Spielshow (März 2013 – September 2014)
- Jeder gegen Jeden, Spielshow (Januar – September 2013)
- Peter Steiners Theaterstadl, Bayerisches Volkstheater (November – Dezember 2013 und Juli – September 2014)
- Quiz Taxi, Quizshow (August – September 2013)
- The Biggest Loser, Abspeck-Spielshow (Juli – September 2013 und Januar – März 2014)

#### Talkshow
- Britt – Der Talk um eins, Daily-Talkshow mit Britt Hagedorn (seit Januar 2013 – April 2013 und Mai 2013 – Oktober 2016)
- Jörg Pilawa, Daily-Talkshow mit Jörg Pilawa (Januar – April 2013)
- Sonja, Daily-Talkshow mit Sonja Zietlow (Januar – April 2013)
- Talksoup, Clipshow von Daily-Talkshows (April–Juli 2014 und seit September 2014 – September 2015)

#### Comedy
- Die dreisten Drei (Januar – März 2013)
- Genial daneben – Die Comedy Arena (April – Mai 2013)
- Mensch Markus (Januar – März 2013)

#### Pseudo-Doku
- Zwei bei Kallwass, Beratungsshow mit Angelika Kallwass (Januar – August 2013)
- Die Abzocker - Das sind ihre Tricks! (April – September 2013 und September – November 2014)

#### Reportage
- 24 Stunden (Januar 2013  –  März 2016; September 2016 – Januar 2019)
- Focus TV Reportage (März – Oktober 2014 und Januar 2015 – Juni 2016, März 2016)

#### Doku-Soap
- Abenteuer Natur (August – September 2014)
- Das Mittelalter – Die SAT.1 Dokureihe (März – April 2013)
- Der große Ernährungsreport (Januar – Februar 2014)
- Der große Waren-Check – Wissen, was drin ist (Februar – März 2014)
- Der Ramschkönig – Alex Walzer und sein Billig-Reich (April und September 2014)
- Der Wendler-Clan (November – Dezember 2013 und August 2014)
- Die 2 – Anwälte mit Herz (August – Oktober 2014)
- Die Auswanderer (August – September 2014)
- Die Promi-Hochzeitsplaner (April – Mai 2015)
- Die sieben Todsünden – Der Abgrund in uns (August – September 2014)
- ErmittlungsAKTE Spezial – Große Kriminalfälle mit Ulrich Meyer, Dokumentarreihe mit Ulrich Meyer (März – April 2014)
- Erziehungs-Alarm! (Juli – August 2014)
- Flirten, Daten, Lieben, Dating-Doku-Soap (November – Dezember 2014; Folge 1–8 auf Sat.1, ab Folge 9 auf Sat.1 Gold; Juli – August 2015)
- Gräfin gesucht – Adel auf Brautschau (Januar – Mai 2013)
- Hagen hilft! (August 2014 – Januar 2015)
- Herz & Schnauze, Tier-Doku-Soap mit Andrea Kaiser (Juni und Dezember 2014)
- Inside USA (Januar – April 2014)
- Jäger der vergessenen Schätze – Bin ich reich? (April 2014 und September – Dezember 2014)
- Junge Mütter – total überfordert (August 2014)
- Koffer zu und weg – Die Auswander-Doku (Januar 2014 – August 2015)
- Krankenhaus Lichtenberg (Juli – September 2013)
- Messie-Alarm! (Juni – Juli 2014)
- Mieter in Not (Dezember 2014 – Januar 2015)
- Mission Familie (Juli – August 2014)
- Mütter am Limit (Juli – August 2014)
- Neu für Null – Schöner Wohnen ohne Geld (Dezember 2014 – Mai 2015)
- Promis privat – Das süße Leben der Stars (April 2015 – September 2015; eigentlich für Sat.1 produziert, dort nie ausgestrahlt; Erstausstrahlung bei Sat.1 Emotions)
- Raus aus dem Messie-Chaos (April – Juni 2014)
- Rock statt Rente! Das Beste kommt zum Schluss (September – Oktober 2013)
- Sat.1 Fashion Queen, Promi-Doku-Soap (November – Dezember 2014; eigentlich für Sat.1 produziert, doch nie dort ausgestrahlt)
- SOS Garten (Juli – August 2014)
- Stellungswechsel: Job bekannt, fremdes Land (Oktober – November 2014)
- Toto & Harry (Januar – April 2013 und Juli – September 2013)
- Verbrechen, die Geschichte machten (Mai – Juni 2014)
- Baupfusch – Familien in Not (November 2014 – Januar 2015)

#### Magazin
- … ins Grüne! Das Stadt-Land-Lust-Magazin, Lifestyle-Magazin mit Miriam Pielhau (März 2013 – April 2014)
- Abenteuer Ferne, Reise- und Erlebnismagazin mit Silvia Incardona (Januar – August 2014)
- SchicksalsAKTE, Reportage-Magazin mit Ulrich Meyer (Januar – August 2013, Oktober 2013 – Januar 2014 und März – April 2014)
- Total gesund! Mit Britt und Dr. Kurscheid, Ratgebermagazin mit Britt Hagedorn und Thomas Kurscheid (April – Juli 2018 und August  – Dezember 2018)
- Wunderwelt Wissen, Wissensmagazin mit Christian Mürau (Januar 2015 – März 2016, April – November 2016, April 2017 – Mai 2018, Juni –  September 2018, November 2018 – Dezember 2019)

### Von Sat.1 Gold

#### Sport
- Golftotal – Das Magazin, Golfmagazin (Juni – Dezember 2013 und April – Oktober 2014)

#### Show
- Das müssen Sie wissen, Quizshow (März 2015)
- Goldschlager – Die Hits der Stars, Schlager-Musikshow (Juni 2013 bis Dezember 2015; unregelmäßig)
- In den Mund gelegt, Show (März 2015)
- Ingo Lenßen: Ihr Urteil bitte!, Talkshow mit Ingo Lenßen u. a. (Februar – November 2014)
- José Carreras Gala, Liveausstrahlung der Benefiz-Gala (Kommt immer in der Weihnachtszeit, 2014–2018)
- SAT.1 Gold Hüttenzauber, Schlager-Musikshow (Januar 2014)
- Weltsensation! Die Sprache der Tiere ist entschlüsselt!, Clipshow (März 2015)

### Doku
- Die Notärzte - Jede Minute zählt (Mai – Juni 2015, November 2015 – Januar 2016)

#### Doku-Soap
- Auf Schnäppchenjagd (September – Oktober 2014)
- Faszination Schönheits-OP (März – April 2015)
- Kai reist, Reise-Doku mit Kai Böcking (Oktober – November 2014)
- Messie! Mein Leben im Chaos (März 2015)[1]
- Unsere besten Fälle - K11 ( März 2015)
- Unsere besten Fälle - Niedrig & Kuhnt ( März 2015)

#### Magazin
- B*Treff, Schlager-Magazin mit Benny Schnier (Februar – Juni 2014) (wird immer noch ausgestrahlt auf Schlagersender Gute Laune TV)
- Echt Gold – Mein Magazin, Servicemagazin mit Annika Kipp (April 2013 – April 2014)
- Eva Habermann präsentiert: Sehnsuchtsziele
- GesundheitsAKTE, Gesundheitsmagazin mit Ulrich Meyer (Januar 2013 – Februar 2014)
- Gesund und lecker, Servicemagazin mit Gaby Papenburg (Januar 2013 – September 2014)
- Leben im Luxus, Magazin mit Bettina Cramer (November 2014 – 2015)
- Lebenslust – Das Wohlfühlmagazin, Gesundheitsmagazin mit Gaby Papenburg (Februar – August 2014)
- Lenßen klärt auf, Servicemagazin mit Ingo Lenßen (Oktober 2014 – März 2017)
- Mein Gartenglück, Garten-Magazin mit Daniela Fuß (Mai – Juli 2014)
- SAT.1 Gold Traumreisen, Reisemagazin (Februar – April 2014)
- Schlager XXL, Schlager-Magazin mit Kerstin Merlin, ab 2016 moderierte Sylvia Bommes (Februar – August

2014) (wurde aus Programm genommen, lief weiter auf Gute Laune TV)
- ServiceAKTE, Servicemagazin mit Ulrich Meyer (August – Oktober 2013 und seit Januar 2014 – November 2017)
- Süddeutsche TV Thema, Reportage-Reihe mit Petra Glinski (Januar 2013 – Dezember 2016)

#### Sport
- ran tennis, Tennis mit Matthias Killing und mit dem Kommentator Matthias Stach (bis 2013) bzw. Herbert Gogel (April 2013 – Februar 2016). Es werden Turniere wie der Fed Cup, Davis Cup und WTA gezeigt.

#### Sonstige Sendungen
- Der Große Adelsreport (seit März 2015–Juni 2015, Juni 2016)
- Lenßen live – Die Recht-Sprech-Stunde (Oktober 2015 – Mai 2021)

## Ehemalige ausgestrahlte Fremdproduktionen

### Serie
- Agentin mit Herz (Januar 2015 Oktober 2018)
- Bezaubernde Jeannie (November 2016 – Januar 2018, November 2021 – Mai 2022)
- Bonanza (April 2014 – Dezember 2019)
- Daktari (Januar 2015 – Dezember 2018)
- Die Waltons (Januar 2015-Oktober 2018)
- Eleventh Hour – Einsatz in letzter Sekunde (Juli – November 2014)
- Emergency Room – Die Notaufnahme (seit März – August 2015)
- Falcon Crest (April 2015 – Mai 2017 und Oktober 2017 – März 2018)
- Medium – Nichts bleibt verborgen (November 2014 – März 2015)
- Mord ist ihr Hobby (April 2014 – März 2021)
- The Cop – Crime Scene Paris (Mai – Juli 2014)
- Without a Trace – Spurlos verschwunden (Mai 2014 – März 2015, März – Dezember 2021)
- Tierarzt Dr. Brown – Einsatz Down Under (Dezember 2014)

#### Doku
- Am Ort des Verbrechens (Mai 2022)
- Mein perfektes Zuhause (März – Juni 2015)

### Doku-Soap
- 24 Stunden Notaufnahme (März – April 2015, November 2016, Januar – April 2018)[2]